# Oddział partyzancki im. Pożarskiego
Oddział partyzancki im. Pożarskiego (pełna nazwa Międzynarodowy Oddział Partyzancki im. Dymitra Pożarskiego) - jednostka partyzantki radzieckiej na froncie wschodnim II wojny światowej.
W 1944 oddział działał na terenach przygranicznych w okolicach miejscowości Chyrów, Ustrzyki Dolne, Zagórz, Sanok. Prowadził działalność dywersyjną.
W 1944 dowódcą oddziału był st. lejtn. Leonid Berenstein ps. „Wołodia”. Po latach opisał on historię oddziału w książce pt. Bez wiz i paszportów (1973, Kijów).